# بیتشکوویتسه
بیتشکوویتسه (به چکی: Býčkovice) یک منطقهٔ مسکونی در جمهوری چک است که در ناحیه لیتومیریتسه واقع شده‌است. بیتشکوویتسه ۵٫۵۱ کیلومتر مربع مساحت و ۲۶۹ نفر جمعیت دارد و ۲۰۳ متر بالاتر از سطح دریا واقع شده‌است.